# Luis Mario Milla Alvendiz
Luis Mario Milla Alvéndiz (La Rinconada, Andalucía, España, 31 de diciembre de 1982) es un árbitro de fútbol español de la Segunda División de España. Pertenece al Comité de Árbitros de Andalucía.

## Temporadas
| Categoría          | País   | Año       |
| ------------------ | ------ | --------- |
| Segunda División B | España | 2012-2017 |
| Segunda División   | España | 2017-     |